# 陳彦霖死亡事件
陳彦霖死亡事件とは、 2019年-2020年香港民主化デモ（以下「反送中運動」）中の2019年9月に香港で発生した不審死事件である。

## 概要
デモに参加していた15歳の女子学生陳彦霖が、9月19日に行方不明となり、9月22日になって油塘近くの海に全裸で浮かんでいるのが発見された。香港警察は予備検死の後、事件性はなく単なる自殺であると主張したが、反送中運動への参加に関連して香港当局によって殺害されたという疑惑が浮上した。その後死因審問が行われ、陪審員は全員一致で死因不明の評決をし、高偉雄(Ko Wai-hung)死因裁判官は「証拠不十分につき死因と死に至る状況を特定できなかった」と説明している。

## 背景
陳彦霖は事件当時15歳で、両親は別居していた。複雑な家庭環境に置かれており家出を何度かしていたとされるほか 、事件前にはシェルターに滞在していた。
陳は香港の博愛医院鄧佩瓊紀念中学に在籍しており、失踪のほんの数日前に、職業訓練局（VTC）青年学院で職業訓練を受講し始めている。また、飲食店でアルバイトをしていた。報道によると、陳は学生水泳大会での受賞歴があるほか、定期的にダイビングレッスンを受け、ダイビングチームに加入していたこともあるといい、水泳は得意だったという。友人によると、陳は反送中運動に参加していたが、警察は運動に関係して陳を逮捕したことはないと主張している。

## 失踪と死
9月19日14時15分（香港時間）、友人と別れて帰宅する旨のメッセージを何人かの友人に送ったのを最後に陳の消息が途絶えた。その後友人が行方不明者届けを警察に出し、9月21日になって家族が警察に通報した。陳が通っていた学校の監視カメラ映像によると、陳はキャンパス内を裸足で歩き、将軍澳の近くのウォーターフロントに向かったとされている。
MTRによると、調景嶺駅の出口付近に陳の携帯電話といくつかの文房具が落ちているのを駅の清掃作業員が発見し、駅員を通じて家族に連絡すると共に所持品を駅で保管した。家族は2日後に所持品を取りに駅に来たという 。
9月22日11時頃、釣りをしていた男性が、魔鬼山から100mの沖合で、人間の形をした浮遊物を発見し警察に通報した。水上警察が出動し、浮遊物は女性の全裸遺体であると判明した。警察は当初、被害者は25歳から30歳、身長1.5m、体格中程度、長いブロンドの髪の女性であると発表した。
10月9日、メディアの取材に応じる形で警察は問題の遺体の身元が陳彦霖であると発表した。予備検死によると、遺体に外傷はなく、性的暴行の痕跡もなかったとされる。陳の死について当初警察は殺人事件として裁判所に令状を請求していたが、後になって令状請求事由を死体遺棄に切り替えている。
予備検死の結果から警察は「事件性なし」と主張して捜査を打ち切り、陳の遺体は身元確認翌日の10月10日に火葬された。

## 疑惑

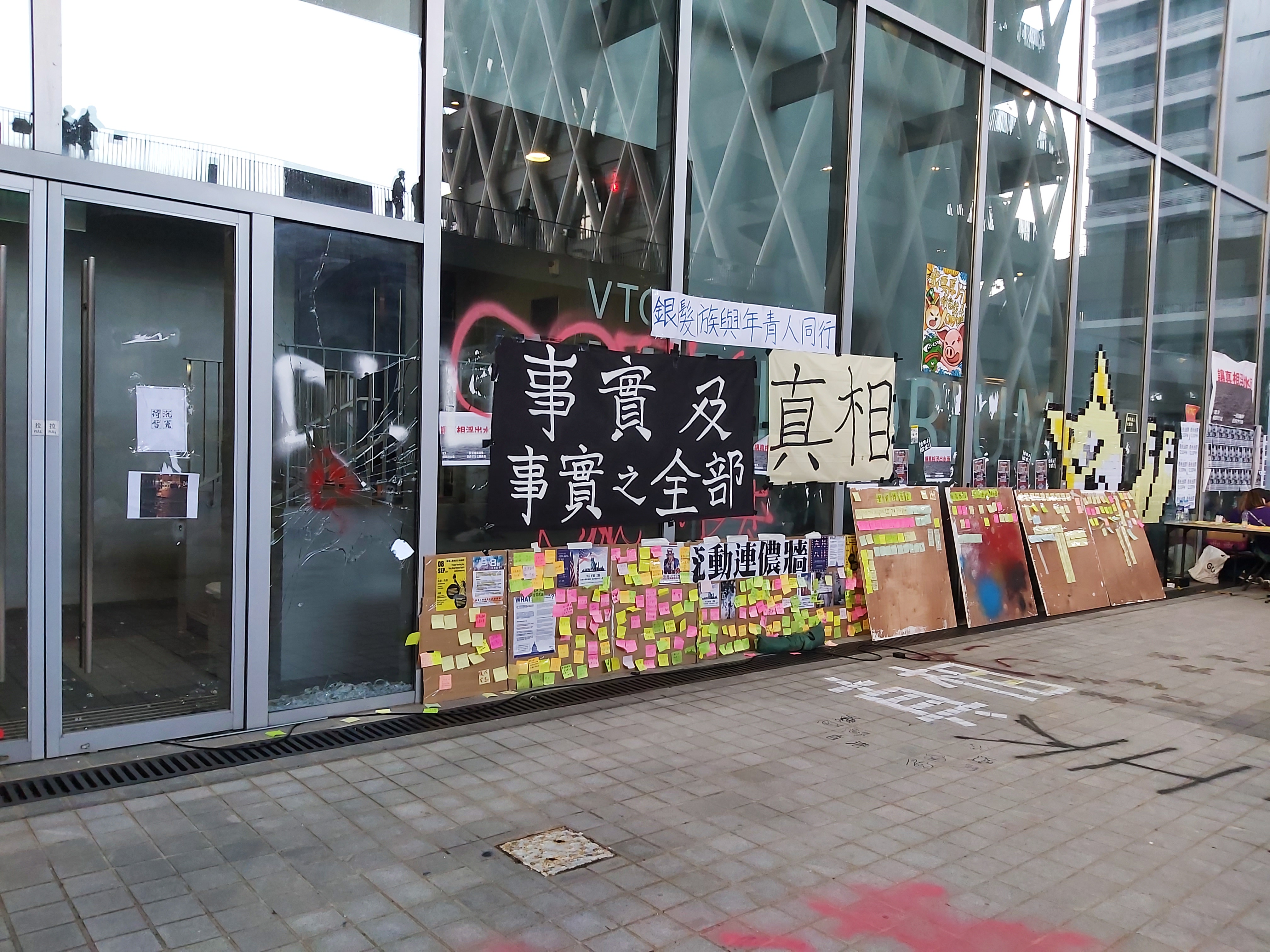
陳が亡くなる前に通っていた学校に設置されたレノンウォール

陳の死後、警察と政府当局者が反送中運動参加者であることを理由に陳を殺害し、自殺に見せかけて殺害を隠蔽したのではないかという疑惑が噴出した。

### 学校内の防犯カメラ映像
疑惑を受けて、陳が生前職業訓練のため通っていた青年学院と香港知専設計学院（HKDI）調景嶺キャンパスの学生が集会を開き、陳が最後に目撃された9月19日の夜に撮影された防犯カメラ映像の公開を要求した。
10月15日、学校側は要求に応じ、いくつかの関連する映像を公開したが、断片的な映像だったことからかえって火に油を注ぎ、学生らは改めて編集されていない完全な映像を要求し、学校側に30分の猶予を与えた。期限内に交渉がまとまらなかったため学生らは監視カメラを破壊し、火災警報器を作動させた。このため、HKDI及びその関係施設での授業・職業訓練が2日間休講となった。
その後休講中に200人の学生がキャンパス内に集結し、無期限の授業ボイコットを宣言したことを受け、学校側は追加の防犯カメラ映像を公開した。それによると、陳は1時間近くキャンパス内を徘徊していたとされている。しかし、この映像も完全な映像ではなかったため、事態は長期化の様相を見せ始めることとなる。
HKDIが監視ビデオを公開し、陳の母親が死因に関する憶測をやめるよう主張したものの疑惑は払拭されず、学生らは引き続き事件当日の監視カメラ映像全体の公開を要求し続けた。また、反送中運動の参加者らの間で、学校が状況を軽視しているという非難が出始めた。キャンパス内では混乱が続き、学校側が警察に通報する騒ぎとなった。
映像が公開されたにもかかわらず疑惑が払拭されない背景には、映像に写っていた少女が陳ではなく、別人ではないかという指摘が影響している。また、一部では映像の少女は当局による隠蔽に関与した女優であると非難された。
死因審問では、陳の家族、ソーシャルワーカー、友人全員が、映像に写っている少女は陳本人であると説明した。さらに陳の祖父は、9月19日の朝に映像に映る少女と同じ服を着た陳を見たと供述している。死因審問では、映像の少女は陳本人であると評決している。

### 火葬
法医学者の馬宣立(Philip Beh Swan-lip)は、陳の遺体の発見から火葬に至るまでの状況が疑わしいと主張している。それによると、通常海で全裸の遺体が発見された場合、事件性が強く疑われるため徹底的な捜査が行われるが、本件では陳の遺体が予備検死後、急いで火葬されて捜査が打ち切られている。馬宣立は、警察は捜査と検死に関する情報をもっと公表すべきであり、死因審問は警察の違法行為の疑いを究明するために行われるべきと主張した。また、市民の間では死後すぐに陳の遺体の火葬を許可したとして警察を非難する声が広がったが、警察は検死官が正当に火葬を許可したと反論した。

### 陳の母親へのインタビューと新たな疑惑
10月17日、TVBによるインタビューに出演した陳の母親は、関連する全ての防犯カメラ映像を見たうえで、娘の死は自殺であると信じていると述べた。それによると最初は陳の死を疑っていたが、娘は感情的に安定しておらず、幻聴が繰り返されて不眠になり、精神病を患っていた可能性があると述べた。反送中運動との関係については、娘が6月に抗議ビラの配布に参加したことがあるが、7月までに運動に幻滅し身を引いていたと述べた。
また陳の母親は娘の死以来、個人情報をネット上で晒されていたため職場で嫌がらせを受け、ひっきりなしに迷惑電話をかけられたと主張し、市民に対し憶測をやめ、一家を放っておくようにと懇願した。
しかし、このインタビューは疑惑をますます深める結果となった。陳の兄弟を知っているというある政治活動家は、陳が受賞歴のあるスイマーであるという事実から、陳が溺死によって自殺したという警察の主張を疑った。
また、インタビューに出演した陳の母親が、本当に母親本人なのかという新たな疑惑も浮上した。テレビのインタビューに出演した陳の母親とされる女性は長髪でサージカルマスクを着用していたが、ネット上では2019年7月に陳の母親のものとみられるFacebookに投稿されたとされる短髪の女性の写真が出回り、これを基にインタビューに出演した長髪の女性は替え玉であるとの指摘がなされた。
これらの疑惑を受けて、DNA鑑定が行われた 。鑑定は2020年7月9日に実施され、陳とその母親とされる長髪の女性との間に親子関係があることが証明された。
しかしそれでも疑惑はくすぶり続け、2020年8月24日には、死因審問に出廷した陳の母親に対し集まった群衆が、「偽の母親」や「役者」などと罵倒する事件が起きた。この事件で反体制派の活動家を含む2人が公序良俗違反で逮捕された。

### 文化への影響
シンガーソングライターのシャーメイン・フォンは2019年後半にリリースした「Explicit Comment（人話）」という曲の中で、一連の事件に関する公式発表に対して市民の間に広がる疑惑に言及した。

## 死因審問
2020年8月下旬から9月下旬にかけて、陳の死因と死に至るまでの状況を究明するため死因審問が行われた。

### 心理状態
ソーシャルワーカーの黄燕麗(Wong Yin-lai)は、2019年3月に陳がビニール袋で自殺を試み屯門医院に搬送されたことがあったと供述した。ただ、この自殺未遂について黄燕麗は陳が自殺傾向にあるわけではなく家から逃げるための行為であると考えていたという。
屯門医院の林志鵬(Lam Chi-pang)医師は、陳が自傷行為を意図しており、急性ストレス障害と反抗挑戦性障害であると診断されていたことを供述した。
2019年8月19日に滞在していたシェルターで何らかの事件を起こして屯門医院に搬送された陳を診察した、青山医院の精神科医楊禹行(Yeung Yu-hang)は、陳が「幻聴がする」と訴えていたこと、幻聴から自傷行為に及んだが希死念慮はなかったことを供述した。
林志鵬と精神科医の鍾加詠(Sarah Theresa Chung)も、陳は自傷行為にこそ及んだが希死念慮はなかったとする楊禹行の見解を支持した。
黄燕麗はまた、8月22日に陳が退院した後、よく眠れなかったときに頭の中で幻聴がしたと言っていたこと、病院が処方した向精神薬を服用した後の陳は正常に見えたが、事件直前に向精神薬を服用していたかどうかはわからないとも供述した。
証人として出廷した司法精神科医の何美怡(Ho Mei-yee)は、陳には錯乱、気まぐれな行動、幻聴など複数の精神病の症状がみられ、自殺のリスクが高い精神病の初期段階であることを示唆した。また、陳の父親に精神病による入院歴があったことに注目し、陳は精神病であった可能性が高いと結論付けた。何美怡によると、陳の事件直前の行動は、潜在的な精神障害の兆候を示しているという。
陪審員は、陳が事件当日である2019年9月19日に精神病の症状を示したかどうかは確認できなかったとしたが、死の1か月前に精神病を発症していた可能性があると結論付けた。また、事件の背景にはメンタルヘルスの問題を抱えるティーンエイジャーを効果的にフォローアップできなかった問題があるとし、精神科にかかる若年患者をどのようにフォローアップするか検討すべきであると勧告した。

### 事件当日の行動
陳の同級生は、陳が失踪する前に奇妙な行動を示していたと供述した。それによると、陳は11時に登校したものの午前中、同級生のカバンを枕にして教室の床で寝ており、教員や他の同級生が繰り返し彼女を起こそうとしていた。陳は10分後に起きて、WhatsAppで同級生に、「私は一晩中起きていて、荷物を詰めて過ごしました。クレイジー」という謎めいたメッセージを送っている。13時に授業が終わった後陳は学校のロッカーを30分ほど片付けながら「夜に将軍澳キャンパスに戻る」と同級生に言ったが、理由は明かさなかった。それから、陳と同級生は一緒にMTRの調景嶺駅から電車に乗ったが、陳は座席ではなく床に座り込んだ。その後陳は美孚駅でいつものように電車を乗り換えずに太子駅へと向かい、尖沙咀のショッピングセンターを訪れた。 17時18分に陳から「それは君たちにとって非常に悪い」という謎めいたメッセージが送られてきたが、同級生はそれが何を意味するのか理解できなかった。これを最後に陳の消息は途絶えている。
また、陳の祖父は、陳が一晩中部屋の中で動き回り、不眠を訴えていたと供述した。
防犯カメラ映像を調べたところ、陳は17時40分にMTRの調景嶺駅に戻っていることがわかった。この時、駅のA出口付近に携帯電話を含む陳の私物のいくつかが放置されている。
落とし物対応に当たった駅員の荘林堅(Chong Lam-kin)は、母親に電話したとき、母親は香港の外におり、娘の居場所を知らなかったようだと供述した。
警察はHKDI構内の防犯カメラ映像（編集済み）を証拠として提出した。それによると、HKDIの構内で陳は17時50分ごろから約70分間、途中で靴を脱ぎながら徘徊し、裸足のままHKDIを出たほか、自分の持ち物の一部を残していった。
刑事の李豪傑(Lee Ho-kit)は、陳がその夜、HKDIから無事に出たと映像から結論付けたが、靴が見つからなかったと供述した。陳がHKDI構内に残した持ち物については、ブロックBの表彰台の床のベンチで複数人が目撃しているとした。
HKDIの事務員梁宝怡(Leung Po-yi)は、陳の所持品（身分証明書、学生証、携帯電話、八達通）がその日の夜に発見されたと供述した。
HKDIの卒業生である陳家俊(Chan Ka-chun)は、19時20分頃にMTRの調景嶺駅で靴を履かずにさまよう陳を見たと供述した。その時の陳の様子は正気ではあったもののぼんやりと誰かを探しているようだったという。
タクシー運転手の周泰来(Chow Tai-lai)は、陳が自分のタクシーに乗り、MTR康城駅の隣にある建設現場まで向かうように頼んだと供述した。警察はこの供述を受け捜査したものの、裏付けをとれなかったほか、別動隊が陳の衣服を捜索したが見つからなかったと主張した。
結局、陪審員は周泰来の発言の信憑性を検証できなかった。
陪審員は以上の証言を検討した結果、陳の消息が途絶えたのは2019年9月19日の19時ごろ、MTRの調景嶺駅でのことであると結論付けた。

### 遺体の所見
第一発見者の劉賢佳(Lau Yin-kai)は、2019年9月22日の10時に息子と共に船に乗って釣りに行き、魔鬼山の近くで女性の全裸遺体を発見したと供述した 。通報を受けて出動した水上警察により遺体は西湾河にある水上警察本部に運ばれ、遺体を調べた警視文恵長(Man Wai-cheung)は、第一印象として遺体に死に至る可能性のある重大な外傷が見当たらなかったと供述した。
巡査陳国栄(Chan Kwok-wing)は、文恵長が、遺体が全裸であったことを理由に事件性があると判断したと供述したが、文恵長は、明らかな外傷がないことを理由に、事件性があるとの判断はしていないと反論した。
陪審員は陳が全裸で発見された原因について、衣服が潮流により流されたのではないか考えて文恵長に質問した。それに対し文恵長は「夏服は軽いので、潮流により衣服が流出することはあり得る」と答えた。
予備検死を行った法医学者の頼世沢(Lai Sai-chak)と李毓樺(Li Yuk-wah)は、陳の遺体に明らかな致命傷がなく、性的暴行の痕跡もなかったことを考えると、陳は溺死した可能性があるものの、遺体はかなりの期間水中にあったため分解が進んでおり、そのため死因の断定はできないと結論付けた。死亡推定時刻については、失踪してから24時間以内であると判断した。
また、分解が進んでいたとはいえ身体が比較的無傷であることから、陳は死の直前暴力もしくは性的暴行を受けていなかった可能性を示唆している。李毓樺は、陳の遺体に致命傷や抵抗した際にできる特徴的な傷はなく、薬物や毒物も検出されなかったが、遺体が腐敗したためにアルコール検査を行うことができなかったと供述した。
化学者の衛永剛(Wai Wing-kong)は、陳の膣内や爪の間から他人のDNAが検出されなかったことから、性的暴行を受けた決定的な証拠はなかったと供述した。
検査技師の李咏文(Lee Wing-man)は、陳の爪の間に繊維が見つからなかったことから、死の直前に誰かと言い争っていた可能性こそあるが、海流によって繊維が流された可能性もあり、断定はできないと供述した。
中毒学者の康祐軒(Hong Yau-hin)は、陳は事件前の数日間、医薬品及び違法薬物を服用していなかったと供述した。
証人として出廷した医学教授で法医学者の馬宣立は、陳が入水自殺を試み溺死したという見解に異を唱え、発見時に遺体が全裸であったことに不審を覚えたと供述した。馬宣立は、体の分解により死因を断定することは困難であるという頼世沢と李毓樺の見解に同意したが、陳の肺から見つかった水の量が、典型的な溺死の場合と比較してはるかに少なく、かつ片肺に偏って水が入っていたと指摘した。これに対し李毓樺は、片肺の分解が早く進んだため、肺もう一方の肺がより多くの水分を含んでいたと推測したが、その根拠を説明することはできなかった。馬宣立はまた、性的暴行を示すDNA証拠が水で希釈された可能性があることを指摘し、人が溺死した際に近くの水の珪藻が体内で見つかることが知られているにもかからわず、珪藻の有無を調べなかった法医学者を批判した。
陪審員は、陳が死亡したのは9月19日の夜から翌日にかけての間であると結論付けた。また、遺体が全裸であった理由について潮流により衣服が流されたのではなく、そもそも衣服を着けずに水に入ったためであるとした。死因の断定が不可能だったことについては、体の分解が進んでいる場合、珪藻の有無を調べることを推奨した。

### 評決
高偉雄死因裁判官は、裏付け証拠が不十分であるとして、陳の死因から自殺と殺人の両方を除外し、「死因不明」の評決を下した。評決によると、陳が死の直前に暴行を受けたり、恨まれていたり、誰かと争ったり、薬や麻薬の影響下にあったという証拠はなく、発見された証拠はいずれも自殺や殺人を示すものではなく、死因と死に至る状況を特定できなかったため、死因不明と結論付けた。この評決は、5人の陪審員全員一致の意見であった。
評決後警察は、事件についてさらなる捜査を行う準備ができていると述べ、事件関係者に対し前に進むよう訴えた。 。高偉雄死因裁判官は警察に対し、陳の遺留品であるiPhoneを1年間保管し、デバイスから新しい証拠が得られるどうか、さらに捜査するように命じた。しかしiPhoneはロックされており、データを取得することはできなかった。